# 히라카와 다다이치
히라카와 다다이치(平川 唯一, 1902년 2월 13일 ~ 1993년 8월 25일)는 일본의 방송인, 라디오 프로그램 진행자이다. 일본 오카야마현 다카하시시 출신으로 제2차 세계 대전 이전에 미국에서 영어를 배웠고 1931년 워싱턴 대학교에서 연극을 전공했다. 1936년 일본으로 귀국하여 NHK의 국제 뉴스캐스터로 근무하였고, 태평양 전쟁 종전 때 쇼와 천황의 항복 방송 영어 번역본을 NHK 국제 방송에서 낭독했다. 1946년부터 1951년까지 영어 회화 교육 라디오 프로그램인 《영어회화》(英語会話)를 진행했으며, 프로그램의 별칭인 《컴 컴 영어》(カムカム英語)에서 따와 컴 컴 아저씨(カムカムおじさん)이라는 별명으로 불리기도 하였다.
2021년 NHK에서 히라카와와 그가 진행한 라디오 프로그램을 소재로 한 TV 드라마 《컴 컴 에브리바디》(カムカムエヴリバディ)가 방영되었다.